# HLA Challenge
Die HLA Challenge (bis 2021 spusu Challenge) ist die zweithöchste Liga der Männer im österreichischen Handball. Sie wird – so wie die höchste Spielklasse HLA Meisterliga – vom Österreichischen Handballbund ausgetragen.

## Spielmodus
Die Liga seit der Saison 2021/22 wird in einem Grunddurchgang mit zwei Staffeln Süd/Ost (10 Teams) und Nord/West (9 Teams) in je einem Durchgang jeder gegen jeden heim & auswärts ausgetragen.
Der Sieger im nachfolgenden Aufstiegs-PlayOff mit den 4 (Staffel Süd/Ost) bzw. 2 (Staffel Nord/West) bestplatzierten Teams aus dem Grunddurchgang  (je ein Durchgang jeder gegen jeden heim & auswärts) steigt fix in die HLA Meisterliga auf.
Die nicht für das Aufstiegs-PlayOff qualifizierten Teams spielen in einem erneut in zwei Staffeln Süd/Ost und Nord/West geteilten Abstiegs-PlayOff (je ein Durchgang jeder gegen jeden heim & auswärts) gegen den Abstieg.
Die jeweils letztplatzierten Teams dieser beiden Staffeln steigen aus der Bundesliga ab.
Future Teams (Zweitmannschaften der in der HLA Meisterliga vertretenen Vereine) sind nicht berechtigt im Aufstiegs-Play-off teilzunehmen.

## Aktuelles

### Meistertafel HLA Challenge
| Saison  | Meister                                                   | Meistertrainer                                            | Liga MVP (Ost)                                            | Liga MVP (West)                                           |
| ------- | --------------------------------------------------------- | --------------------------------------------------------- | --------------------------------------------------------- | --------------------------------------------------------- |
| 2013/14 | Union St. Pölten                                          | Ibish Thaqi                                               |                                                           |                                                           |
| 2014/15 | HC Bruck                                                  |                                                           |                                                           |                                                           |
| 2015/16 | SC Ferlach                                                | Boris Levc                                                |                                                           |                                                           |
| 2016/17 | HSG Graz                                                  | Aleš Pajovič                                              |                                                           |                                                           |
| 2017/18 | Handball Sportunion Leoben                                | Alfred Leithold                                           |                                                           |                                                           |
| 2018/19 | HSG Bärnbach/Köflach                                      | Milan Vunjak                                              |                                                           |                                                           |
| 2019/20 | Kein Meister aufgrund der COVID-19-Pandemie in Österreich | Kein Meister aufgrund der COVID-19-Pandemie in Österreich | Kein Meister aufgrund der COVID-19-Pandemie in Österreich | Kein Meister aufgrund der COVID-19-Pandemie in Österreich |
| 2020/21 | BT Füchse                                                 | Jürgen Radischnig                                         |                                                           |                                                           |
| 2021/22 | UHC Hollabrunn                                            | Ivica Belas                                               |                                                           |                                                           |
| 2022/23 | UHC Hollabrunn                                            | Vlatko Mitkov                                             |                                                           |                                                           |
| 2023/24 | Handball West Wien                                        | Roland Marouschek                                         |                                                           |                                                           |
| 2024/25 | UHC Hollabrunn                                            | Vlatko Mitkov                                             | Rade Radjenovic                                           | Lukas Fritsch                                             |